# باك بو
باك بو (بالهانغل: 박포 / بالهانجا: 朴苞 - ولد في ؟ ومات في 1400) هو جنرال كوري من عهد سلالة جوسون.

## تمرد الأمراء الثاني
كان الجنرال بو واحداً ممن ساعد الأمير جونگان أثناء الصراع الأول بين الأمراء والذي انتهى بمقتل اثنين من أبناء الملك تايجو ورئيس الوزراء جونغ دو جون والوزير نام أون. اغتاظ الجنرال باك لعدم مكافئة الأمير جونگان له ولذلك تآمر مع الشقيق الأكبر للأمير ويدعى الأمير هويان للهجوم على الأمير جونگان.
وقع الصراع الثاني في سنة 1400 ولكنه فشل في قتل الأمير جونگان وانتهى بنفي الأمير هويان وأسرته ومقتل الجنرال باك بو. من نتائج الصراع الثاني كان أن الملك جونغجونغ عين أخاه الأمير جونگان ولياً للعهد ثم تنازل له عن السلطة.

## التصوير الحديث
- مسلسل دموع التنين من قناة KBS بين سنة 1996 وسنة 1998. قام بأداء دوره الممثل سو يونغ جن.